# Грозовой (миноносец)
«Грозовой» — эскадренный миноносец Российского Императорского флота типа «Форель».

## Строительство
Заказан по судостроительной программе «Для нужд Дальнего Востока». 11 января 1899 года зачислен в списки судов Российского флота под названием «Лосось», 26 февраля 1902 года спущен на воду. 9 марта 1902 года переименован в «Грозовой». Вступил в строй 22 июня 1902 года. На испытаниях превысил контрактную скорость на 2 узла. После испытаний отправился в Кронштадт, куда прибыл 3 августа 1902 года.

## Служба
С 24 сентября 1902 года по 5 мая 1903 года совершил переход из Кронштадта в Порт-Артур, где вошёл в состав Первого отряда миноносцев Первой Тихоокеанской эскадры.

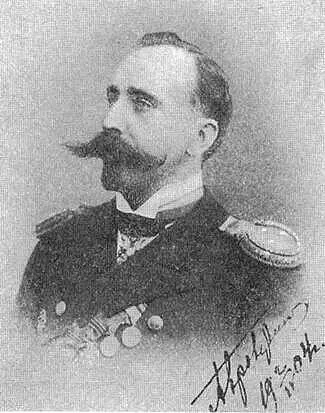
Командир Бровцын А. А. в 1904 году

С началом Русско-японской войны «Грозовой» принял активное участие в боевых действиях, неся сторожевую службу на внешнем рейде и совершая разведывательные походы. За первый месяц войны миноносец выходил в море с различными боевыми заданиями 14 раз. 9 марта 1904 года совместно с «Бдительным» отражал атаку японских миноносцев на рейде Порт-Артура. В мае и июне «Грозовой» активно участвовал в поддержке русских войск у Цзиньчжоу. За это время миноносец в составе отряда принял участие в нескольких кратковременных столкновениях с японскими кораблями. После ночного боя в бухте Тахэ «Грозовой» при буксировке к берегу тяжело повреждённого «Лейтенанта Буракова» зацепил винтами за грунт, погнул гребные валы и потерял ход, после чего прошёл недолгий ремонт. Во время боя в Жёлтом море сумел прорвать блокаду совместно с крейсером «Диана» и 31 июля 1904 года прибыл в Шанхай, где был разоружён и интернирован правительством Китая.
2 января 1905 года «Грозовой» вошёл в состав Сибирской флотилии. В 1912—1913 годах прошёл капитальный ремонт с перевооружением.
С 27 января по 25 августа 1916 года совершил переход из Владивостока в Архангельск и 22 ноября 1916 года перечислен в состав Флотилии Северного-Ледовитого океана.
20 октября 1916 года (2 ноября по н.ст.) отличился во время сопровождения конвоя, следовавшего из норвежского порта Варде в Александровск (ныне Полярный) — пароходов «Император Николай II» и «Ломоносов», плавучего крана, нескольких буксиров и барж, посыльного судна «Купава» (бывшее норвежское портовое судно, купленное в 1916 году), российского тральщика Т-13 и английского тральщика А-516. Во время стоянки неподалёку от острова Харлов с «Купавы» была замечена готовившаяся к атаке германская подводная лодка, шедшая в надводном положении. Командир «Грозового» лейтенант М. М. Коренев приказал «Купаве» и тральщикам охранять суда конвоя, а сам начал сближение с лодкой, пытаясь её таранить (два 75-мм орудия миноносца против двух 88-мм орудий подводной лодки). В результате краткой перестрелки подводная лодка U-56 (водоизмещение 720 т / 902 т, два 88-мм орудия, четыре 500-мм торпедных аппарата) получила 4 прямых попадания (всего «Грозовым» произведено 12 выстрелов, стреляла также и «Купава», не добившись попаданий) и после внутреннего взрыва затонула.
В феврале 1917 года ушёл в Англию на капитальный ремонт, где в ноябре 1917 года был незаконно реквизирован британским правительством. В мае 1918 года передан белогвардейскому командованию в обмен на уголь. По одной из версий, «Грозовой» впоследствии увели в Бизерту и сдали на слом во Франции в 1923—1924 годах. По другим данным, миноносец был разобран в Англии.

## Командиры
- 1903—1904 - Владимир Владимирович Шельтинг,
- 1904 - Бровцын, Александр Алексеевич.